# Idősebb Csepregi Turkovitz Mihály

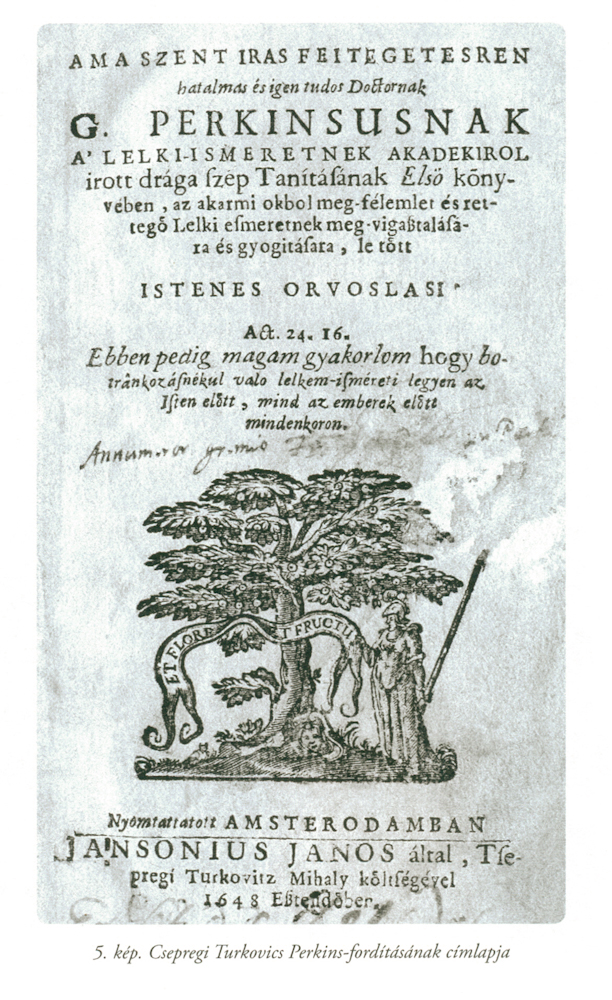
A Csepregi Turkovics által kiadott Perkins-fordítás címlapja

Idősebb Csepregi Turkovitz Mihály

## Élete
Magyarországról ment Erdélybe, ahol I. Apafi Mihály tanácsosaként sok hasznos szolgálatot tett az országnak. Kolozsváron lakott, ahol módos polgárként a százférfiak egyike és egyházközségi kurátor volt. 
1648-ban Amszterdamban kiadatta William Perkins The whole treatise of the cases of conscience. Cambridge 1608. című munkája első részének fordítását Ama Szent Irás Feitegetesben hatalmas és igen tudos Doctornak G. Perkinsusnak A Lelki-ismeretnek akadekirol irott drága szép Tanitásnak Első könyvében, az akarmi okbol meg-félemlet és rettegő Lelki-esmeretnek meg-vigasztalásara és gyogitásara (igy), le-tött Istenes Orvoslasi címmel; a fordítás Herepei János szerint Keserüi Dajka Pál munkája volt.

## Munkái
- Tanácsi Tükör, az az, N. Gyulai Palnak eszes, okos, tanacsos, Oktato Levele… Szeben, 1663. (Fordítás; az előszót Nagyszebenben 1663. augusztus 3-án írta. Gyulai Pálnak ezt az eredetileg latinul írt levelét oly nevezetesnek tartották, hogy az erdélyi fejedelmek azt a váradi kapitányok előtt hivatalukba iktatásuk alkalmával egész 1660-ig, Nagyvárad elestéig, föl szokták olvastatni.)
- Levele Debretei Márton héczei paphoz 1648-ból. (Hasznos Mulatságok 1837. II. 321. l. és Toldy F. Corpus Gram. ban.)